# 拉马隆加
拉马隆加是葡萄牙布拉干萨区的一个堂区。总面积16.97平方公里，总人口475人，人口密度28人/平方公里。